# Parque nacional Cerro Saroche
El Parque Nacional Cerro Saroche es un parque nacional que está ubicado en los municipios Torres, Jiménez e Iribarren del Estado Lara, en Venezuela, en la vía que une Carora con Barquisimeto. El parque fue creado el 7 de diciembre de 1989, y cuenta con 32.294 ha.
Tiene una temperatura de entre 22º y 32 °C, con un régimen de lluvia anual promedio de 300 mm. Es una zona semiárida, con sol incandescente y muy pocas lluvias. La altitud promedio del parque es de 1250 m s. n. m.

## Fauna y flora
Entre los mamíferos se observan el Cunaguaro, el gato montés, el mapurite, el oso hormiguero, murciélagos entre otros. Entre las aves, según los registros del Profesor Eduardo José Freitez Gassán investigador residente, hasta la fecha existen 110 especies que residen o transitan temporalmente por el parque nacional. Alguna de ellas son el Turpial, Cardenalito, Paraulata Llanera, Paloma Turca, Perdiz, Perico, Loro, Guacharaca, zamuro, turpiales entre otros. También se pueden observar reptiles como corales, cascabeles, lagartijos etc.
Entre la flora están el cují, dividive, cotoperí, yabo, vera, guayacán. En las partes altas y húmedas florece una especie de orquídea, única en su tipo (Schoromburquia humboldtiana). También predominan 26 especies de cardones.